# 大嶋正春
大嶋 正春（おおしま まさはる、1944年8月5日 - ）は、日本のプロゴルファー。

## 来歴
1973年には日本オープンで安田春雄・新井規矩雄と並んでの7位タイ、グランドモナークで山本善隆・鷹巣南雄・謝永郁（中華民国）・小池国夫・石井裕士と並んでの6位タイに入った。
1973年のブリヂストントーナメントでは2日目には鈴木規夫と共に69をマークし、前田新作・熊部稔と並んでの7位タイに着けた。
1974年の札幌とうきゅうオープンでは初日を上野忠美、アマチュアの藤木三郎と共に69をマークして3位タイでスタートし、2日目には宮本省三・森憲二、グラハム・マーシュ（オーストラリア）と並んでの10位タイに後退した。
1974年の関西オープンでは2日目に島田幸作と並んでの5位タイに着け、最終日には橘田光弘と並んでの5位タイに入った。
1976年の日本プロでは初日を村上隆・大場勲・新井・金本章生・村上渉・陳健振（中華民国）・原克己・寺本一郎・吉武恵治・宮本省・榎本七郎・菊地勝司・渡辺由己と共に2アンダー68の8位タイでスタートし、1991年の関西オープンを最後にレギュラーツアーから引退。